# Fábio Aguiar
Fabio Aguiar da Silva (sinh ngày 28 tháng 2 năm 1989) là một cầu thủ bóng đá người Brasil thi đấu ở vị trí hậu vệ cho Gamba Osaka ở J1 League.

## Sự nghiệp

### Yokohama F. Marinos
Năm 2013 Fabio ký hợp đồng với đội bóng tại J. League Division 1 Yokohama F. Marinos. Anh ra mắt cho câu lạc bộ ngày 20 tháng 3 năm 2013 ở J. League Cup trước Kawasaki Frontale khi anh đá chính và thi đấu hết trận và Yokohama giành chiến thắng 1–0.

## Thống kê sự nghiệp
Cập nhật đến ngày 11 tháng 6 năm 2018.
| Thành tích câu lạc bộ | Thành tích câu lạc bộ | Thành tích câu lạc bộ | Giải vô địch | Giải vô địch | Cúp                   | Cúp                   | Cúp Liên đoàn | Cúp Liên đoàn | Châu lục | Châu lục  | Tổng cộng | Tổng cộng |
| Mùa giải              | Câu lạc bộ            | Giải vô địch          | Số trận      | Bàn thắng    | Số trận               | Bàn thắng             | Số trận       | Bàn thắng     | Số trận  | Bàn thắng | Số trận   | Bàn thắng |
| Nhật Bản              | Nhật Bản              | Nhật Bản              | Giải vô địch | Giải vô địch | Cúp Hoàng đế Nhật Bản | Cúp Hoàng đế Nhật Bản | J. League Cup | J. League Cup | Châu Á   | Châu Á    | Tổng cộng | Tổng cộng |
| --------------------- | --------------------- | --------------------- | ------------ | ------------ | --------------------- | --------------------- | ------------- | ------------- | -------- | --------- | --------- | --------- |
| 2012                  | SC Sagamihara         | Kantō League          | 5            | 1            | -                     | -                     | -             | -             | -        | -         | 5         | 1         |
| Tổng                  | Tổng                  | Tổng                  | 5            | 1            | -                     | -                     | -             | -             | -        | -         | 5         | 1         |
| 2013                  | Yokohama F. Marinos   | J1                    | 14           | 1            | 4                     | 0                     | 9             | 0             | -        | -         | 27        | 1         |
| 2014                  | Yokohama F. Marinos   | J1                    | 11           | 0            | 2                     | 0                     | 2             | 0             | 3        | 0         | 18        | 0         |
| 2015                  | Yokohama F. Marinos   | J1                    | 33           | 4            | 3                     | 0                     | 5             | 2             | -        | -         | 41        | 6         |
| 2016                  | Yokohama F. Marinos   | J1                    | 23           | 3            | 0                     | 0                     | 3             | 0             | -        | -         | 26        | 3         |
| Tổng                  | Tổng                  | Tổng                  | 81           | 8            | 9                     | 0                     | 19            | 2             | 3        | 0         | 112       | 10        |
| 2017                  | Gamba Osaka           | J1                    | 22           | 1            | 1                     | 1                     | 2             | 0             | 7        | 0         | 32        | 2         |
| 2018                  | Gamba Osaka           | J1                    | 14           | 1            | 1                     | 0                     | 5             | 0             | -        | -         | 20        | 1         |
| Tổng                  | Tổng                  | Tổng                  | 36           | 2            | 2                     | 1                     | 7             | 0             | 7        | 0         | 52        | 3         |
| Tổng cộng sự nghiệp   | Tổng cộng sự nghiệp   | Tổng cộng sự nghiệp   | 122          | 11           | 11                    | 1                     | 26            | 2             | 10       | 0         | 169       | 14        |

## Danh hiệu
Yokohama F. Marinos
- Cúp Hoàng đế Nhật Bản: 2013